# 카를 빌헬름 지멘스

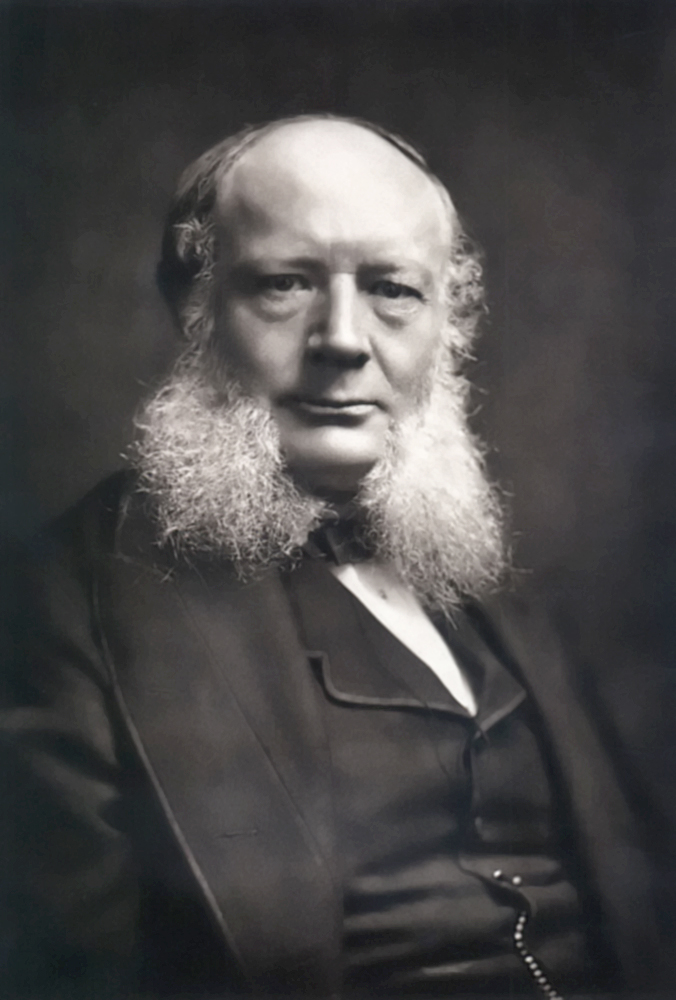
카를 빌헬름 지멘스

카를 빌헬름 지멘스(Carl Wilhelm Siemens, 1823년~1883년) 또는 찰스 윌리엄 지멘스(Charles William Siemens)는 독일 출신의 영국 전기학자·전기기술자·야금학자이다. 프로이센 렌테 출생으로, 전기기기 발명가 에른스트 베르너 폰 지멘스의 동생이다.
1844년 증기기관의 차동조속기(差動調速機)를 발명하고 영국으로 건너가 1859년 특허 보호에 유리한 영국에 귀화하였으며, 1847년 형 베르너가 베를린에 설립한 '지멘스사'의 영국 대표로 일하였다. 동생 프리드리히와 공동으로 고온용의 축열식 가스 발생로를 연구, 피에르에밀 마르탱과 협력하여 이를 제강용 평로(平爐)로 만들었다. 또 교류용 동력계의 발명, 아크로(爐)의 시작(試作), 대서양 해저 케이블 부설선의 설계 외에, 아일랜드에 영국 최초의 전기철도를 부설하는 등 많은 업적을 남겼다.